# 约阿基姆·梅勒
约阿基姆·梅勒·彼泽森（丹麥語：Joakim Mæhle Pedersen，1997年5月20日—）是一位丹麦足球运动员，司職後衛，現效力於德甲球隊禾夫斯堡 。丹麦国家足球队成員。

## 俱樂部生涯
亨克在2020年12月22日宣布，梅勒已经与亚特兰大签约，合同为期五年，费用为1000万欧元。

## 國際賽生涯
2020年9月5日在2020–21年歐洲國家聯賽對陣比利時的比賽中首次代表丹麥國家足球隊亮相。之後他隨隊參加2020年歐洲足球錦標賽，並在該屆賽事中攻入兩球。

## 外部連結
- Soccerway資料庫：约阿基姆·梅勒